# Baek Ok-dam
Baek Ok-dam (24 de mayo de 1986) es una actriz surcoreana. Su tía es la guionista Im Sung-han, y Baek en su mayoría ha protagonizado dramas que Sung-han ha escrito, incluyendo Princesa Aurora (2013) y Apgujeong Sol de Medianoche (2014).

## Serie de televisión
| Año  | Título                 | Rol          | Red  |
| ---- | ---------------------- | ------------ | ---- |
| 2007 | Opposites Attract      | Seo Ah-ga    | MBC  |
| 2011 | New Tales of Gisaeng   | Dan Gong-joo | SBS  |
| 2012 | Syndrome               | Go Ah-reum   | JTBC |
| 2013 | Princess Aurora        | No Da-ji     | MBC  |
| 2014 | Apgujeong Midnight Sun | Yook Seon-ji | MBC  |
| 2015 | La nuera excéntrica    | Lee Ha-ji    | KBS2 |